# Marcel Nancey
Pour les articles homonymes, voir Nancey.
Marcel Nancey, pseudonyme de Ange Marius Paoli, également appelé Ange Paoli ou Ange Paoli de Monticello, né le 13 novembre 1874 à Marseille, et mort en juin 1945 à Daumazan-sur-Arize, est un journaliste, dramaturge et directeur de théâtre français.

## Biographie
Il est le fils de Jean Baptiste Paoli, vérificateur d'octroi et de Marie Madeleine Julie Mounier, modiste qui ont habité au 52 rue de l'Olivier à Marseille. 
Après avoir été représentant de commerce dans sa jeunesse, il a dirigé de nombreuses salles de spectacles parisiennes, notamment : la galerie Vivienne (1902-1903), le théâtre Moderne (1901-1903), le théâtre des Bouffes-Parisiens (1903-1904), l'Opéra-Bouffe (1904), le théâtre Mondain (1906-1914), le Little-Palace (1910-1919), le théâtre Comœdia (1920-1945), le théâtre des Deux-Masques (1921-1923), le théâtre du Moulin-Bleu et à nouveau le théâtre des Deux-Masques (1935-1937).

## Œuvres
- 1903 : Le Billet de faveur, comédie en un acte, Fantaisies-Parisiennes (septembre)
- 1904 : Le Truc du Brésilien, vaudeville en quatre actes en collaboration avec Paul Armont, théâtre Cluny (12 octobre)
- 1912 : La Part du feu, comédie en quatre actes en collaboration avec André Mouëzy-Éon, théâtre des Bouffes-Parisiens (24 décembre)
- 1916 : La Ventouse, comédie en un acte en collaboration avec Jean Manoussi, théâtre du Grand-Guignol (novembre)
- 1919 : La Peau, pièce en un acte en collaboration avec André Birabeau, théâtre du Grand-Guignol (14 mars)
- 1927 : La Vénus de Deauville, opérette en trois actes d'Alin Monjardin, lyrics d'Alin Monjardin, Marcel Nancey et Léo Demars, musique de Sylvabell-Demars, théâtre Comœdia (30 mai)

## Distinctions
- Officier d'Académie (arrêté ministériel du 2 janvier 1908)[8].